# Torpè
Torpè (en sard, Torpè) és un municipi italià, dins de la província de Nuoro. L'any 2007 tenia 2.719 habitants. És a la regió de Baronia. Limita amb els municipis de Budoni (OT), Lodè, Padru (OT), Posada, San Teodoro (OT) i Siniscola.
| Període | Identitat         | Partit        |
| ------- | ----------------- | ------------- |
| 2005-   | Emanuele Buccheri | Llista cívica |